# Liga de Campeones de la EHF 1996-97
La Liga de Campeones de la EHF 1996-97 es la 37.ª edición de la competición. Comenzó el 24 de agosto de 1996 y concluyó el 19 de abril de 1997. En la final de la misma el Fútbol Club Barcelona derrotó por un global de 61-45 al Badel 1862 Zagreb.

## Primera ronda
24 de agosto de 1996 (ida) - 8 de septiembre de 1996 (vuelta)
| Equipo 1                  | Agr.     | Equipo 2                   | Ida     | Vuelta  |
| ------------------------- | -------- | -------------------------- | ------- | ------- |
| Agro VTJ Topoľčany        | 56 – 43  | HK Choumen                 | 31 – 22 | 25 – 21 |
| Estrella Roja de Belgrado | '71 – 41 | HC Kehra                   | 32 – 20 | 39 – 21 |
| RK Pelister Bitola        | 52 : 41  | Shevardeni G.T.U. Tbilissi | 28 – 27 | 24 – 14 |
| Steaua Bucarest           | 54 – 49  | Sloboda Tuzla              | 30 – 24 | 24 – 25 |

## Dieciseisavos de final
12 y 13 de octubre de 1996 (ida) - 19 y 20 de octubre de 1996 (vuelta)
| Equipo 1               | Agr.    | Equipo 2                  | Ida     | Vuelta  |
| ---------------------- | ------- | ------------------------- | ------- | ------- |
| FC Barcelona           | 71 – 51 | Kaustik Volgograd         | 37 – 22 | 34 – 29 |
| HC La Fraternelle Esch | 32 – 59 | THW Kiel                  | 17 – 33 | 15 – 26 |
| Pfadi Winterthur       | 45 – 44 | Redbergslids IK           | 24 – 17 | 21 – 27 |
| Çankaya Belediye SK    | 44 – 58 | Banka Croatia Zagreb      | 24 – 27 | 20 – 31 |
| HSG Linz               | 37 – 41 | SKA Minsk                 | 19 – 18 | 18 – 23 |
| Hapoël Rishon LeZion   | 40 – 41 | ABC Braga                 | 19 – 24 | 21 – 17 |
| GO Gudme               | 40 – 38 | RK Pelister Bitola        | 21 – 24 | 19 – 14 |
| Iskra Kielce           | 38 – 40 | Principe Trieste          | 22 – 21 | 16 – 19 |
| HC Granitas Kaunas     | 55 – 28 | E&O Emmen                 | 33 – 13 | 22 – 15 |
| Agro VTJ Topoľčany     | 34 – 66 | RK Celje                  | 16 – 33 | 18 – 33 |
| HC Zubří               | 49 – 52 | Estrella Roja de Belgrado | 23 – 24 | 26 – 28 |
| Initia HC Hasselt      | 39 – 45 | PSG-Asnières              | 22 – 18 | 17 – 27 |
| SC Pick Szeged         | 50 – 42 | Steaua Bucarest           | 27 – 17 | 23 – 25 |
| ESN Vrilision          | 37 – 53 | IL Runar                  | 17 – 32 | 20 – 21 |
| Valur Reykjavik        | 35 – 47 | Shakhtar Donetsk          | 19 – 20 | 16 – 27 |
| BK-46 Karis            | 38 – 55 | Teka Santander            | 20 – 29 | 18 – 26 |

## Fase de grupos
| Colores de la tabla                            |
| ---------------------------------------------- |
| Equipos que se clasifican a la siguiente ronda |
| Equipos eliminados de Europa                   |

### Grupo A
| Pos. | Equipo             | Pts. | PJ | G | E | P | GF  | GC  | Dif. | Clasificación |
| ---- | ------------------ | ---- | -- | - | - | - | --- | --- | ---- | ------------- |
| 1    | FC Barcelona       | 16   | 6  | 5 | 1 | 0 | 180 | 127 | +53  |               |
| 2    | ABC Braga          | 9    | 6  | 3 | 0 | 3 | 141 | 136 | +5   |               |
| 3    | Shakhtar Donetsk   | 6    | 6  | 2 | 0 | 4 | 127 | 152 | −25  |               |
| 4    | HC Granitas Kaunas | 4    | 6  | 1 | 1 | 4 | 118 | 151 | −33  |               |

 Fuente: 
| 09.11.1996 | Shakhtar Donetsk | 23 | 26 | FC Barcelona     |
| 10.11.1996 | Granitas Kaunas  | 16 | 22 | ABC Braga        |
| 16.11.1996 | ABC Braga        | 21 | 15 | Shakhtar Donetsk |
| 16.11.1996 | FC Barcelona     | 38 | 17 | Granitas Kaunas  |
| 23.11.1996 | ABC Braga        | 20 | 23 | FC Barcelona     |
| 24.11.1996 | Shakhtar Donetsk | 23 | 19 | Granitas Kaunas  |
| 04.01.1997 | Granitas Kaunas  | 23 | 23 | FC Barcelona     |
| 05.01.1997 | Shakhtar Donetsk | 28 | 27 | ABC Braga        |
| 11.01.1997 | ABC Braga        | 25 | 20 | Granitas Kaunas  |
| 11.01.1997 | FC Barcelona     | 36 | 18 | Shakhtar Donetsk |
| 18.01.1997 | FC Barcelona     | 34 | 26 | ABC Braga        |
| 19.01.1997 | Granitas Kaunas  | 23 | 20 | Shakhtar Donetsk |

### Grupo B
| Pos. | Equipo            | Pts. | PJ | G | E | P | GF  | GC  | Dif. | Clasificación |
| ---- | ----------------- | ---- | -- | - | - | - | --- | --- | ---- | ------------- |
| 1    | Badel 1862 Zagreb | 14   | 6  | 4 | 2 | 0 | 168 | 141 | +27  |               |
| 2    | SC Pick Szeged    | 11   | 6  | 3 | 2 | 1 | 163 | 150 | +13  |               |
| 3    | IL Runar          | 9    | 6  | 3 | 0 | 3 | 155 | 168 | −13  |               |
| 4    | Principe Trieste  | 0    | 6  | 0 | 0 | 6 | 147 | 174 | −27  |               |

 Fuente: 
| 09.11.1996 | Badel Zagreb        | 27 | 19 | Principe Trieste    |
| 10.11.1996 | ID Runar Sandefjord | 29 | 20 | SC Pick Szeged      |
| 16.11.1996 | SC Pick Szeged      | 30 | 22 | Principe Trieste    |
| 16.11.1996 | Badel Zagreb        | 31 | 21 | ID Runar Sandefjord |
| 23.11.1996 | SC Pick Szeged      | 22 | 22 | Badel Zagreb        |
| 24.11.1996 | Principe Trieste    | 25 | 27 | ID Runar Sandefjord |
| 05.01.1997 | ID Runar Sandefjord | 24 | 29 | Badel Zagreb        |
| 05.01.1997 | Principe Trieste    | 25 | 29 | SC Pick Szeged      |
| 11.01.1997 | SC Pick Szeged      | 23 | 33 | ID Runar Sandefjord |
| 11.01.1997 | Principe Trieste    | 26 | 30 | Badel Zagreb        |
| 18.01.1997 | ID Runar Sandefjord | 31 | 30 | Principe Trieste    |
| 18.01.1997 | Badel Zagreb        | 29 | 29 | SC Pick Szeged      |

### Grupo C
| Pos. | Equipo           | Pts. | PJ | G | E | P | GF  | GC  | Dif. | Clasificación |
| ---- | ---------------- | ---- | -- | - | - | - | --- | --- | ---- | ------------- |
| 1    | THW Kiel         | 15   | 6  | 5 | 0 | 1 | 154 | 118 | +36  |               |
| 2    | Pfadi Winterthur | 15   | 6  | 5 | 0 | 1 | 145 | 137 | +8   |               |
| 3    | Estrella Roja    | 6    | 6  | 2 | 0 | 4 | 150 | 155 | −5   |               |
| 4    | SKA Minsk        | 0    | 6  | 0 | 0 | 6 | 114 | 153 | −39  |               |

 Fuente: 
| 09.11.1996 | Estrella Roja    | 24 | 28 | Pfadi Winterthur |
| 10.11.1996 | SKA Minsk        | 15 | 27 | THW Kiel         |
| 16.11.1996 | Pfadi Winterthur | 23 | 19 | SKA Minsk        |
| 17.11.1996 | THW Kiel         | 27 | 17 | Estrella Roja    |
| 23.11.1996 | Pfadi Winterthur | 26 | 23 | THW Kiel         |
| 24.11.1996 | SKA Minsk        | 22 | 28 | Estrella Roja    |
| 04.01.1997 | Estrella Roja    | 25 | 26 | THW Kiel         |
| 04.01.1997 | SKA Minsk        | 18 | 21 | Pfadi Winterthur |
| 11.01.1997 | Pfadi Winterthur | 27 | 23 | Estrella Roja    |
| 12.01.1997 | THW Kiel         | 21 | 15 | SKA Minsk        |
| 18.01.1997 | Estrella Roja    | 33 | 25 | SKA Minsk        |
| 19.01.1997 | THW Kiel         | 30 | 20 | Pfadi Winterthur |

### Grupo D
| Pos. | Equipo                   | Pts. | PJ | G | E | P | GF  | GC  | Dif. | Clasificación |
| ---- | ------------------------ | ---- | -- | - | - | - | --- | --- | ---- | ------------- |
| 1    | Celje Pivovarna Lasko    | 15   | 6  | 5 | 0 | 1 | 155 | 122 | +33  |               |
| 2    | Caja Cantabria Santander | 15   | 6  | 5 | 0 | 1 | 154 | 135 | +19  |               |
| 3    | GOG Gudme                | 3    | 6  | 1 | 0 | 5 | 133 | 155 | −22  |               |
| 4    | Paris Saint-Germain      | 3    | 6  | 1 | 0 | 5 | 131 | 161 | −30  |               |

 Fuente: 
| 09.11.1996 | Celje Pivovarna Lasko    | 31 | 22 | PSG Asnieres Hand-Ball   |
| 10.11.1996 | GOG Gudme                | 23 | 24 | Caja Cantabria Santander |
| 16.11.1996 | Caja Cantabria Santander | 24 | 23 | Celje Pivovarna Lasko    |
| 16.11.1996 | PSG Asnieres Hand-Ball   | 25 | 20 | GOG Gudme                |
| 23.11.1996 | PSG Asnieres Hand-Ball   | 22 | 27 | Caja Cantabria Santander |
| 24.11.1996 | GOG Gudme                | 18 | 22 | Celje Pivovarna Lasko    |
| 21.12.1996 | Celje Pivovarna Lasko    | 24 | 20 | Caja Cantabria Santander |
| 05.01.1997 | GOG Gudme                | 31 | 22 | PSG Asnieres Hand-Ball   |
| 11.01.1997 | PSG Asnieres Hand-Ball   | 20 | 26 | Celje Pivovarna Lasko    |
| 11.01.1997 | Caja Cantabria Santander | 33 | 23 | GOG Gudme                |
| 18.01.1997 | Celje Pivovarna Lasko    | 29 | 18 | GOG Gudme                |
| 18.01.1997 | Caja Cantabria Santander | 26 | 20 | PSG Asnieres Hand-Ball   |

## Cuartos de final
8 de febrero (ida) - 15 y 16 de febrero (vuelta)
| Equipo 1                 | Total | Equipo 2              | 1.º partido | 2.º partido |
| ------------------------ | ----- | --------------------- | ----------- | ----------- |
| SC Pick Szeged           | 42:66 | FC Barcelona          | 25:26       | 17:40       |
| ABC Braga                | 46:49 | Badel 1862 Zagreb     | 24:23       | 22:26       |
| Caja Cantabria Santander | 45:47 | THW Kiel              | 26:23       | 19:24       |
| Pfadi Winterthur         | 40:49 | Celje Pivovarna Lasko | 21:21       | 19:28       |

## Semifinales
15 y 16 de marzo (ida) - 23 de marzo (vuelta)
| Equipo 1              | Total | Equipo 2          | 1.º partido | 2.º partido |
| --------------------- | ----- | ----------------- | ----------- | ----------- |
| Celje Pivovarna Lasko | 50:51 | FC Barcelona      | 24:29       | 26:22       |
| THW Kiel              | 46:48 | Badel 1862 Zagreb | 23:23       | 23:25       |

## Final
12 de abril (ida) - 19 de abril (vuelta)
| Equipo 1     | Total | Equipo 2          | 1.º partido | 2.º partido |
| ------------ | ----- | ----------------- | ----------- | ----------- |
| FC Barcelona | 61:45 | Badel 1862 Zagreb | 31:22       | 30:23       |